# Cebreros
Cebreros település Spanyolországban, Ávila tartományban. Cebreros Robledo de Chavela, San Martín de Valdeiglesias, El Tiemblo, El Barraco, San Bartolomé de Pinares, El Hoyo de Pinares és Valdemaqueda községekkel határos. Lakosainak száma 3239 fő (2024).

## Népesség
A település népessége az utóbbi években az alábbiak szerint változott:
| Lakosok száma | 3201 | 3223 | 3370 | 3501 | 3529 | 3302 | 3188 | 3120 | 3246 | 3239 |
|               | 2001 | 2004 | 2006 | 2009 | 2011 | 2014 | 2016 | 2019 | 2021 | 2024 |

## Híres személyek
Itt született 1932-ben Adolfo Suárez spanyol miniszterelnök (meghalt 2014-ben).